# Puchar Cypru w piłce siatkowej mężczyzn (2023/2024)
Puchar Cypru w piłce siatkowej mężczyzn 2023/2024 – 50. edycja rozgrywek o siatkarski Puchar Cypru zorganizowana przez Cypryjski Związek Piłki Siatkowej. Zainaugurowana została 8 marca 2024 roku.
W rozgrywkach brało udział 7 drużyn grających w mistrzostwach Cypru kategorii A. Rozgrywki składały się z ćwierćfinałów, półfinałów oraz finału. We wszystkich rundach rywalizacja toczyła się systemem pucharowym, z tym że w ćwierćfinałach i półfinałach o awansie decydował dwumecz.
Finał odbył się w 5 kwietnia 2024 roku w centrum sportowym Afroditi w Pafos. Po raz dziesiąty, jednocześnie piąty raz z rzędu, Puchar Cypru zdobyła Omonia Nikozja, która w finale pokonała Kuutio Homes Pafiakos Pafos. Najlepszym zawodnikiem (MVP) finału wybrany został Robinson Dvoranen.
Sponsorem tytularnym rozgrywek było przedsiębiorstwo OPAP. Rozgrywki poświęcone były pamięci zmarłego w czerwcu 2023 roku prezesa Cypryjskiego Związku Piłki Siatkowej Michalisa Krasiasa.

## System rozgrywek
Puchar Cypru w sezonie 2023/2024 składał się z ćwierćfinałów, półfinałów i finału. Nie był rozgrywany mecz o 3. miejsce. Rywalizacja toczyła się w systemie pucharowym. Przed ćwierćfinałami i półfinałami odbyło się losowanie wyłaniające pary. Losowanie ćwierćfinałów przeprowadzone zostało 23 lutego, natomiast półfinałów – 11 marca. W ćwierćfinałach i półfinałach w ramach pary rozgrywany był dwumecz. Za zwycięstwo 3:0 lub 3:1 drużyna otrzymywała 3 punkty, za zwycięstwo 3:2 – 2 punkty, za porażkę 2:3 – 1 punkt, natomiast za porażkę 1:3 lub 0:3 – 0 punktów. Jeżeli po rozegraniu dwumeczu obie drużyny zdobyły taką samą liczbę punktów, o awansie decydował tzw. złoty set grany do 15 punktów z dwoma punktami przewagi jednej z drużyn. Zwycięzcy półfinałów rozegrali jeden mecz finałowy.

## Drużyny uczestniczące
W Pucharze Cypru 2024 uczestniczyło 7 drużyn grających w mistrzostwach Cypru kategorii A.
| Kategoria A (7 drużyn)      | Kategoria A (7 drużyn) |
| --------------------------- | ---------------------- |
| AE Karawa Lambusa           | półfinał               |
| Anorthosis Famagusta        | ćwierćfinał            |
| APOEL Nikozja               | ćwierćfinał            |
| Enosis Anagennisi Derinia   | ćwierćfinał            |
| Kuutio Homes Pafiakos Pafos | finał                  |
| Nea Salamina Famagusta      | półfinał               |
| Omonia Nikozja              | zwycięstwo             |

## Rozgrywki

### Ćwierćfinały
|  | AE Karawa Lambusa | 6 – 0 | Enosis Anagennisi Derinia |  |

| 8.03.2024 20:15 (UTC+2) | AE Karawa Lambusa | 3:0 (25:23, 25:13, 25:21) raport raport 2 | Enosis Anagennisi Derinia | Centrum sportowe Spiros Kiprianu, Limassol Widzów: 100 Sędziowie: Memnon Andorkas i Joanis Mitsis |

| 15.03.2024 20:00 (UTC+2) | Enosis Anagennisi Derinia | 0:3 (19:25, 21:25, 16:25) raport raport 2 | AE Karawa Lambusa | Hala sportowa Anagennisi, Derinia Widzów: 25 Sędziowie: Andreas Daniil i Andreas Zorlis |

|  | APOEL Nikozja | 6 – 0 | Kuutio Homes Pafiakos Pafos |  |

| 11.03.2024 20:00 (UTC+2) | APOEL Nikozja | 1:3 (17:25, 16:25, 25:23, 17:25) raport raport 2 | Kuutio Homes Pafiakos Pafos | Hala sportowa Lefkoteo, Engomi Widzów: 20 Sędziowie: Christos Maifosiis i Nikolas Dziakuris |

| 15.03.2024 20:00 (UTC+2) | Kuutio Homes Pafiakos Pafos | 3:0 (25:17, 25:7, 25:20) raport raport 2 | APOEL Nikozja | Centrum sportowe Afroditi, Pafos Widzów: 90 Sędziowie: Konstandinos Stefanis i Christos Mitrofanus |

|  | Nea Salamina Famagusta | 3 – 3 | Anorthosis Famagusta |  |

| 15.03.2024 20:15 (UTC+2) | Nea Salamina Famagusta | 3:0 (26:24, 25:19, 25:23) raport raport 2 | Anorthosis Famagusta | Centrum sportowe Spiros Kiprianu, Limassol Widzów: 85 Sędziowie: Christos Maifosiis i Joanis Mitsis |

| 22.03.2024 20:00 (UTC+2) | Anorthosis Famagusta | 3:0 (26:24, 25:16, 25:16) raport raport 2 | Nea Salamina Famagusta | Centrum sportowe Temistoklio, Kato Polemidia Widzów: 120 Sędziowie: Andreas Daniil i Memnon Andorkas |

|  | Anorthosis Famagusta | złoty set: 10:15 | Nea Salamina Famagusta |  |

### Półfinały
|  | Omonia Nikozja | 5 – 1 | AE Karawa Lambusa |  |

| 22.03.2024 20:00 (UTC+2) | Omonia Nikozja | 3:0 (25:19, 25:19, 25:21) raport raport 2 | AE Karawa Lambusa | Hala sportowa Tasos Papadopulos – Elefteria, Engomi Widzów: 900 Sędziowie: Christos Maifosiis i Dimitris Kiprianu |

| 29.03.2024 21:15 (UTC+2) | AE Karawa Lambusa | 2:3 (27:25, 20:25, 14:25, 25:17, 8:15) raport raport 2 | Omonia Nikozja | Centrum sportowe Spiros Kiprianu, Limassol Widzów: 70 Sędziowie: Joanis Mitsis i Nikos Andoniu |

|  | Nea Salamina Famagusta | 2 – 4 | Kuutio Homes Pafiakos Pafos |  |

| 25.03.2024 19:00 (UTC+2) | Nea Salamina Famagusta | 3:2 (25:18, 21:25, 18:25, 25:20, 15:12) raport raport 2 | Kuutio Homes Pafiakos Pafos | Centrum sportowe Spiros Kiprianu, Limassol Widzów: 300 Sędziowie: Andreas Daniil i Christos Maifosiis |

| 29.03.2024 20:00 (UTC+2) | Kuutio Homes Pafiakos Pafos | 3:1 (25:19, 25:20, 18:25, 25:20) raport raport 2 | Nea Salamina Famagusta | Centrum sportowe Afroditi, Pafos Widzów: 257 Sędziowie: Andreas Konstandinidis i Memnon Andorkas |

### Finał
| 5.04.2024 20:00 (UTC+2) | Kuutio Homes Pafiakos Pafos | 0:3 (24:26, 23:25, 23:25) raport raport 2 | Omonia Nikozja | Centrum sportowe Afroditi, Pafos Widzów: 550 Sędziowie: Andreas Konstandinidis i Memnon Andorkas |